# Kanton Entraygues-sur-Truyère
Der Kanton Entraygues-sur-Truyère war bis 2015 ein französischer Wahlkreis im Département Aveyron in der Region Midi-Pyrénées. Er umfasste fünf Gemeinden im Arrondissement Rodez, sein Hauptort (chef-lieu) war Entraygues-sur-Truyère. Die landesweiten Änderungen in der Zusammensetzung der Kantone brachten im März 2015 seine Auflösung. Vertreter im conseil général des Départements war von 2004 bis 2015 Jean-François Albespy.

## Gemeinden
| Gemeinde               | Einwohner Jahr | Fläche km² | Bevölkerungsdichte | Code INSEE | Postleitzahl |
| ---------------------- | -------------- | ---------- | ------------------ | ---------- | ------------ |
| Entraygues-sur-Truyère | 1.056 (2013)   | –          | – Einw./km²        | 12094      | 12140        |
| Espeyrac               | 236 (2013)     | –          | – Einw./km²        | 12097      | 12140        |
| Golinhac               | 381 (2013)     | –          | – Einw./km²        | 12110      | 12140        |
| Le Fel                 | 155 (2013)     | –          | – Einw./km²        | 12093      | 12140        |
| Saint-Hippolyte        | 444 (2013)     | –          | – Einw./km²        | 12226      | 12140        |